# Pišćanovec
Pišćanovec falu Horvátországban, Varasd megyében. Közigazgatásilag Varasdfürdőhöz tartozik.

## Fekvése
Varasdtól 17 km-re délkeletre, községközpontjától 2 km-re délre a Bednja jobb partján fekszik.

## Története
1857-ben 72, 1910-ben 172 lakosa volt. 
1920-ig  Varasd vármegye Novi Marofi járásához tartozott, majd a Szerb-Horvát Királyság része lett. 2001-ben a falunak 33 háza és 80 lakosa volt.

## Nevezetességei
Nemesi kúriája a 18. és 19. század fordulóján épült.

## Külső hivatkozások
- Varasdfürdő hivatalos oldala